# Cantó de Doullens
El cantó de Doullens és un cantó francès del departament del Somme, situat al districte d'Amiens. Té 14 municipis i el cap és Doullens.

## Municipis
- Authieule
- Beauquesne
- Beauval
- Bouquemaison
- Brévillers
- Doullens
- Gézaincourt
- Grouches-Luchuel
- Hem-Hardinval
- Humbercourt
- Longuevillette
- Lucheux
- Neuvillette
- Terramesnil

## Història
| Data d'elecció                           | Identitat           | Partit                         | Qualitat |
| ---------------------------------------- | ------------------- | ------------------------------ | -------- |
| 1945-1967                                | Kléber Mopty        | radical                        |          |
| 1967-1979                                | Jacques Mossion     | Divers droite, després UDF-CDS |          |
| 1979-1985                                | Jean-Philippe Lebas | PS                             |          |
| 1985-1992                                | Jacques Mossion     | UDF-CDS                        |          |
| 1992-                                    | Christian Vlaeminck | Divers droite, després UMP     |          |
| les dades anteriors no són pas conegudes |                     |                                |          |
|                                          |                     |                                |          |

## Demografia
| A partir de 1990: Població sense dobles comptes |